# Rubia jesoensis
Rubia jesoensis är en måreväxtart som först beskrevs av Friedrich Anton Wilhelm Miquel, och fick sitt nu gällande namn av Kingo Miyabe och Yoshun Kudo. Rubia jesoensis ingår i släktet krappar, och familjen måreväxter. Inga underarter finns listade i Catalogue of Life.